# Bonnie Baxter
Bonnie Jean Baxter (nascida em 1946) é uma artista americana. Nasceu em Texarkana, no Texas, e mora no Canadá desde 1972. Baxter é conhecida pelas suas obras de arte que combinam formas humanas e animais.
Em 2017 ela recebeu o prémio Charles-Biddle. Em 2019 foi objecto de uma exposição retrospectiva no Musée d'art contemporain des Laurentides. O trabalho de Baxter encontra-se incluído na colecção do Musée national des beaux-arts du Québec.